# Café de García

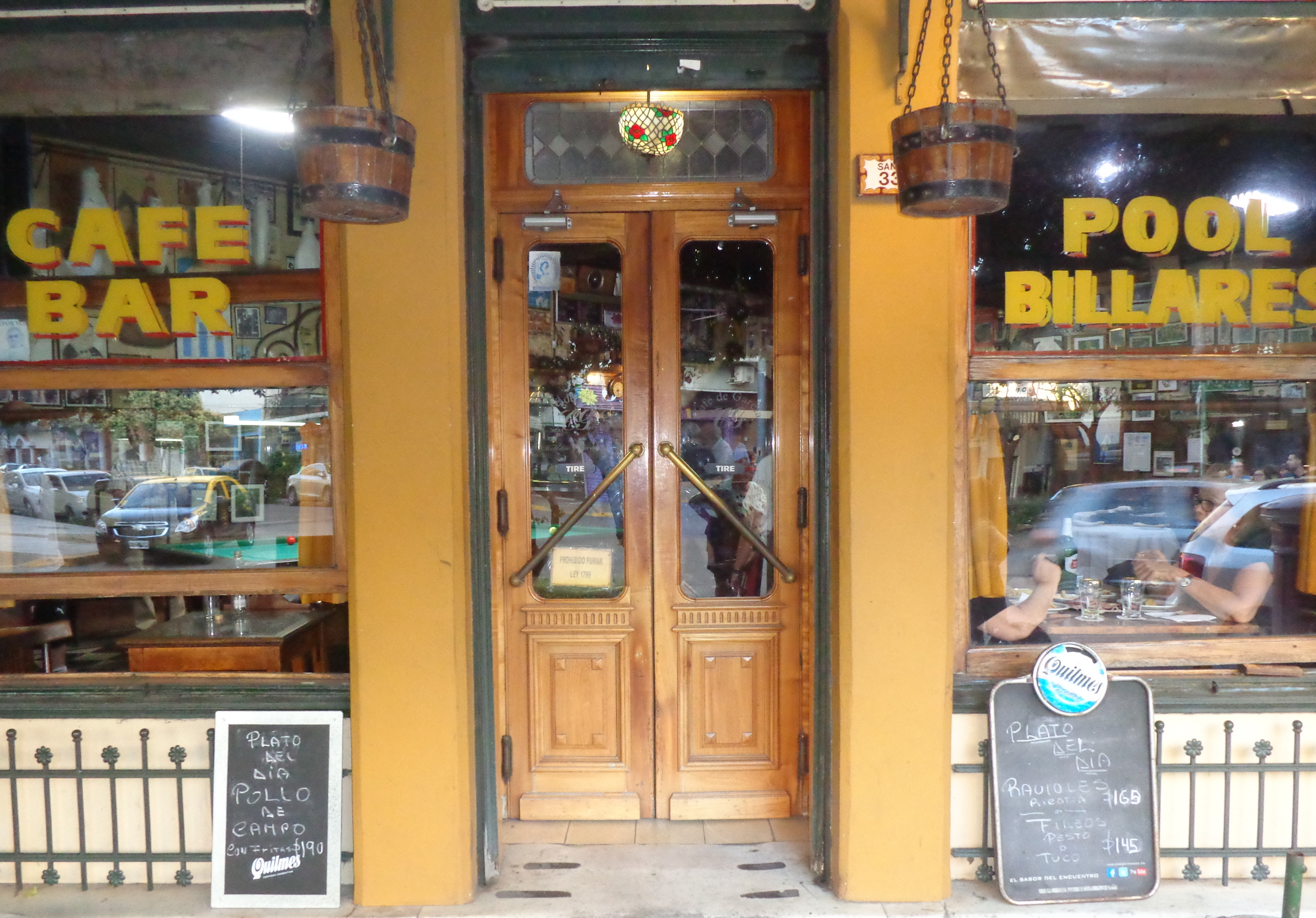
Café de García, esquina de Sanabria y José P. Varela.

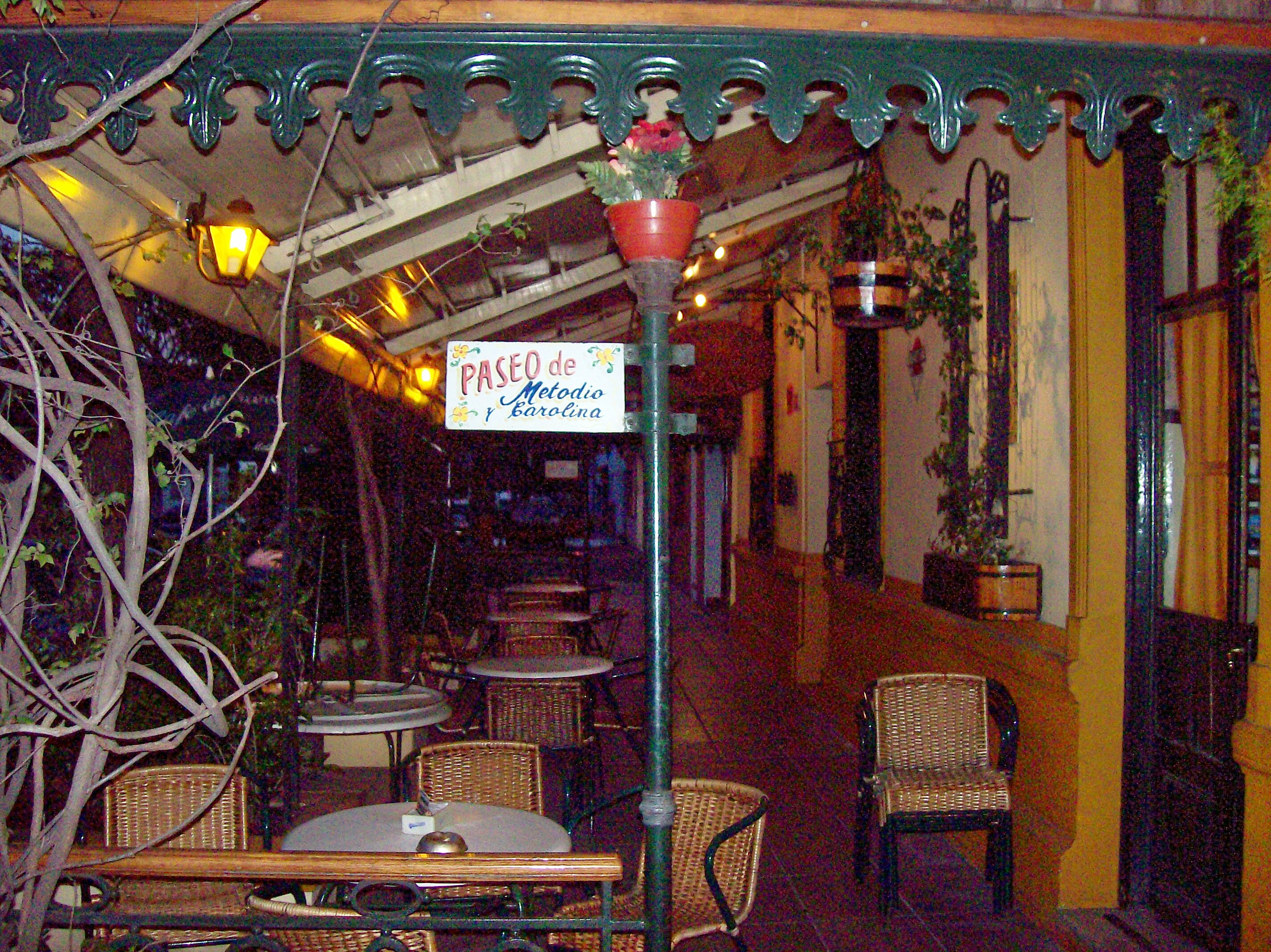
Paseo de Metodio y Carolina

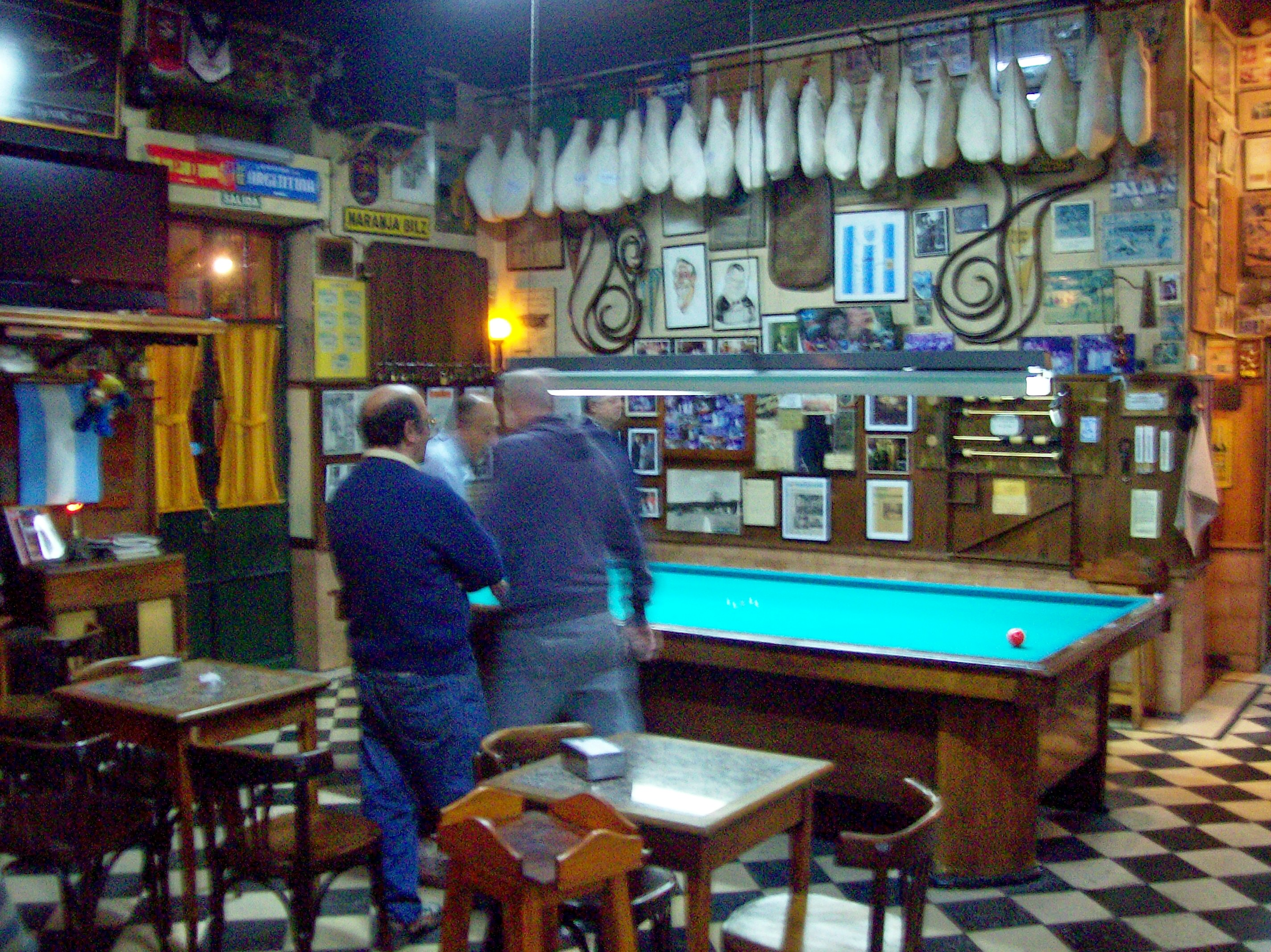
Billar (en la pared: camiseta con la firma de Maradona).

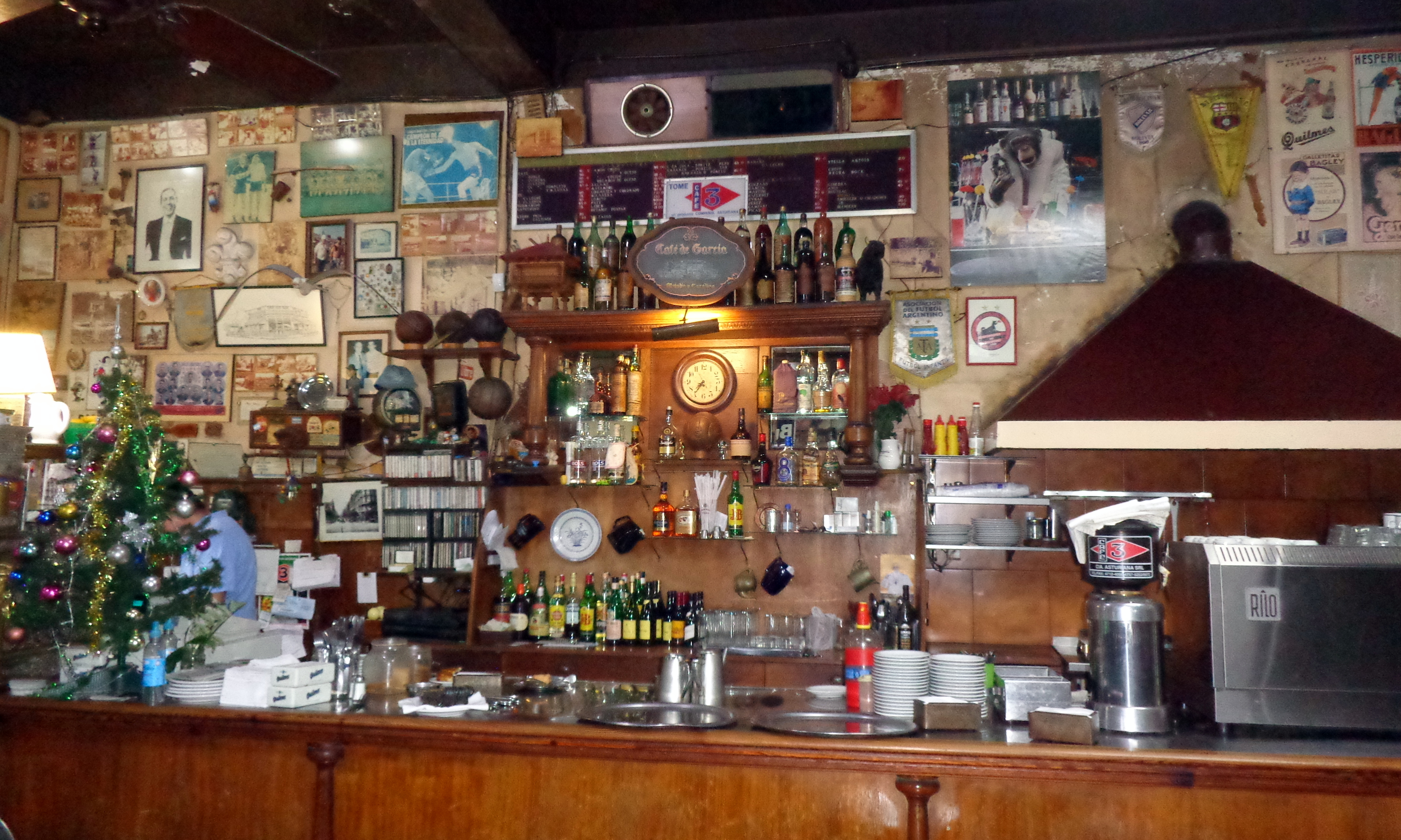
En sus paredes, objetos para el recuerdo.

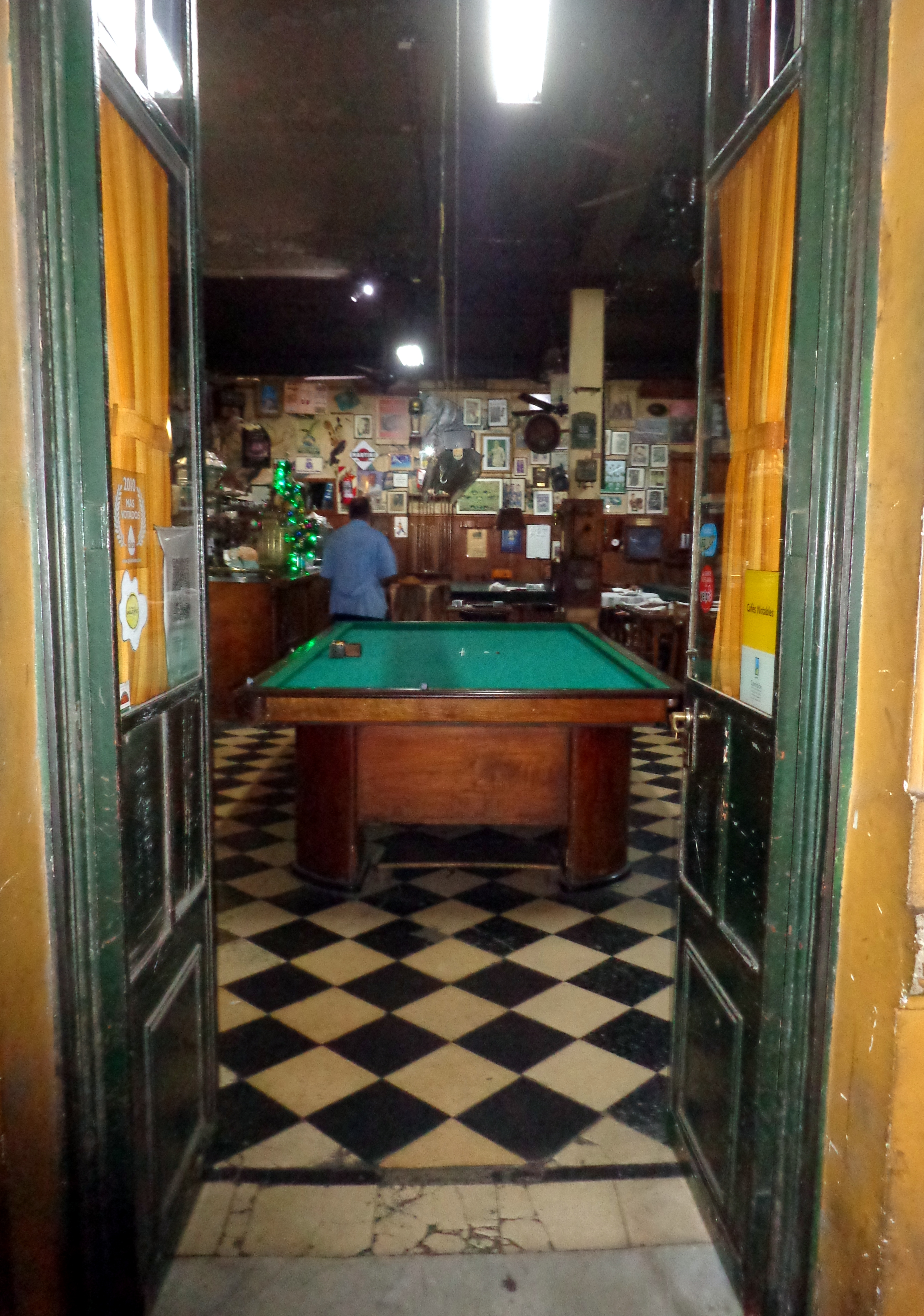
Invitación al billar.

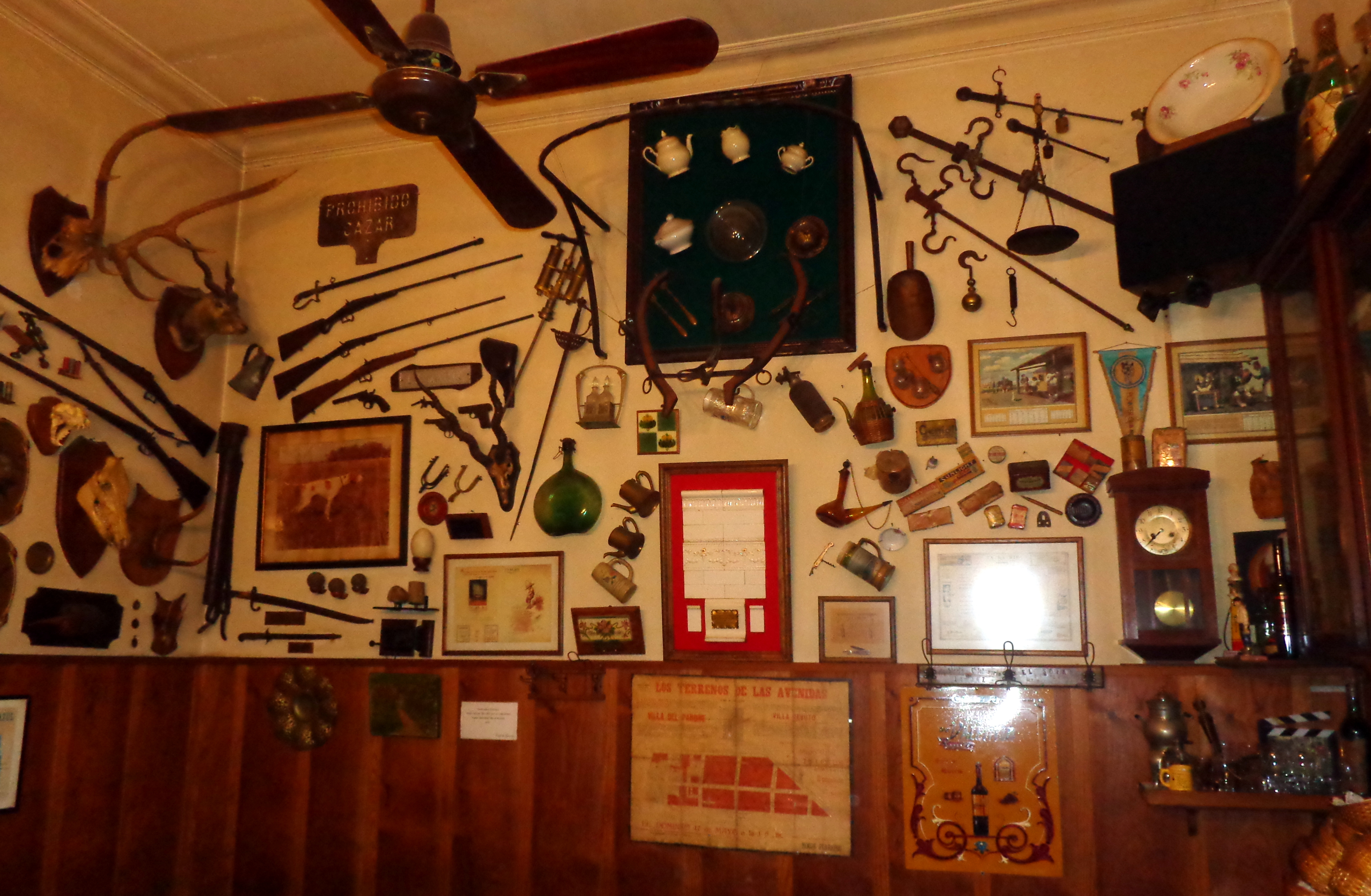
Salón anexo.

El Café de García, fundado en 1927 por el matrimonio constituido entre Metodio y Carolina García, es uno de los bares notables de Buenos Aires (Argentina), declarado como tal por ser de los más representativos y antiguos que existen en la ciudad. 
Se encuentra ubicado en el cruce de las calles Sanabria y José Pedro Varela, en el barrio porteño de Devoto. En la actualidad es dirigido por los hermanos Hugo y Rubén García, hijos de la pareja fundadora. Su plato característico es la reconocida picada casera.

## Descripción
Este bar existe desde 1927 en un edificio construido a principios del siglo XIX, en la calle Sanabria 3302 del barrio de Devoto (Buenos Aires) y sus dueños eran Metodio García y su esposa Carolina.
Por ambas calles está ornamentado con antiguas rejas por donde trepan  glicinas creando así dos galerías que forman el Paseo de Metodio y Carolina y protegen las mesas habilitadas en la vereda.
El edificio se encuentra en la esquina de Sanabria y José P. Varela (que se llamaban Viena y San Roque respectivamente, cuando se instaló el bar). Posee un local comercial, de una sola planta, rematado con balaustrada. En ambas calles el café está ornamentado con, un farol de estilo antiguo, una vieja bomba de agua, la rueda de un viejo carro, y antiguas rejas por las que se enredan unas glicinas formando una paseo al que se le ha dado el nombre de sus fundadores: Metodio y Carolina
En su interior el salón principal está ocupado principalmente por tres mesas de billar que se completan con las taqueras y los guarda-tacos personales cerrados con candados que se encuentran en las paredes, en medio de las antiguas propagandas de bebidas y automóviles, recortes de revistas deportivas fuera de circulación, viajas fotografías, autógrafos y las dedicatorias de personajes famosos que pasaron por allí como Félix Luna, Alejandro Dolina, Antonio Carrizo, Fernando Bravo, Mariano Mores, Enrique Cadícamo, Horacio Ferrer, Víctor Hugo Morales, Enzo Francescoli, Fernando Redondo y hasta el estadounidense Francis Ford Coppola. 
El trofeo deportivo más buscado por las visitas es la camiseta de la Selección Argentina de Fútbol autografiada por Diego Armando Maradona, vecino del barrio durante parte de su vida. Muchos objetos pasados de moda pueden verse bajo la luz de la bella araña central, junto a trofeos de caza, utensilios de cocina, frascos de aceites, botellones, cestas, etc.
Por una puerta lateral se llega a un pequeño salón que fue la antigua habitación del matrimonio García, que actualmente sirve de anexo del bar.
Afuera, en su fachada, hay una placa de bronce que dice:

"El café es uno de los pocos sitios a salvo de nuestras inconstancias. Es uno de los pocos espacios comunes a resguardo de la inclemencia de los tiempos. Más allá de que madera y estaño apenas resistan los embates del plástico y la fórmica, los cafés porteños permanecen. El que hayan sido sentidos como segunda madre o segundo hogar, quizá explique nuestra entrañable relación con ellos. Lugar de encuentros, el café es también escenario para exponerse u ocultarse, para la compañía o la soledad. En sus mesas y mostradores se charla y monologa, pero también se calla. El café es un continente de la vida, un recipiente de sus contradicciones: allí se hacen y deshacen amistades, se tejen y destejen amores. Son, al fin, territorios comunes dentro de una ciudad cruzada por altas murallas invisibles."